# 정지해
정치해(丁志諧, ?~?)는 조선 말의 인물이다.
그는 역사와 조상의 정체성에 관심을 가지고 있었으며, 자신의 조상의 무덤인지 확인하기 위해 고려의 고분 6기를 발굴하는 활동을 진행했다. 비록 자신의 조상의 묘인지는 확인하지 못 했으나, 이 활동은 현재까지 확인된 한국에서의 활동 중 최초의 고고학 발굴로 평가받는다.

## 같이 보기
- 고려
- 한국의 역사

## 참고 자료
- Kim Won-yong

1986 Art and Archaeology of Ancient Korea. Taekwang, Seoul.
- 한국고고학(韓國考古學)